# George Mason (personnage de fiction)
Pour les articles homonymes, voir George Mason et Mason.
George Mason est un personnage de la série américaine 24 heures chrono. On a pu le voir dans les saisons 1 et 2. Il a un grade élevé à la cellule et il est apprécié (contrairement à Ryan Chappelle). Le téléspectateur se rapproche de lui dans la saison 2 car il est l'un des personnages les plus importants.
George Mason est incarné par Xander Berkeley (il est marié à l'actrice Sarah Clarke qui, elle, incarne Nina Myers dans la série).

## Saison 1

### Biographie
Au début de la série, George Mason est un agent de la Division de la Cellule Anti-Terroriste. Il est appelé par l'agent Richard Walsh pour informer le directeur de la Cellule, Jack Bauer, sur l'attentat visant le sénateur Palmer. Mais Bauer étant au courant de ses pratiques et de ses activités douteuses, il le met hors-service pendant quelques minutes.
À son réveil, Mason quitte la Cellule et use de ses relations pour mettre la Cellule en quarantaine. Il débriefe alors tous les agents. Mais il est à nouveau contraint de retourner à la Division et il doit lever le verrouillage.
Cependant, Jack Bauer est qualifié d'incompétent et perd son poste de directeur de la Cellule. Il est remplacé par Alberta Green qui est elle aussi renvoyée. Alors, Mason saute sur l'occasion et devient définitivement directeur de la Cellule Anti-Terroriste.
Il joue un rôle-clé dans la mort des Drazen et il gère la crise de façon efficace, tout en aidant Bauer.

### Citations
- "Partout où vous passez, Jack, on compte les cadavres".
- " - David Palmer : Aidez Jack Bauer par tous les moyens, M. Mason.

- George Mason : Et pourquoi ferais-je ça ?
- David Palmer : Vous serez sanctionné, sûrement renvoyé...
- George Mason : Continuez jusque-là ça donne envie. "
- " - Jack Bauer : Aujourd'hui, ça va faire deux ans que Victor Drazen est mort.

- George Mason : Bon anniversaire."
- George Mason : "Si dans un an je suis encore là (CTU LA) tirez moi une balle dans la tête."
- - Unité de décontamination : "Déshabillez-vous entièrement !"

- George Mason : "Sans même une invitation à diner ?!"

## Saison 2

### Biographie
George Mason est toujours directeur de la Cellule Anti-Terroriste. Il doit contacter Jack Bauer pour qu'il prenne part à l'enquête sur la bombe nucléaire. Il échappe à l'attentat contre la Cellule et il parvient à faire parler Paula Schaeffer, détentrice des codes des données sur la bombe. Il fait venir Nina Myers à la Cellule pour qu'elle soit interrogée par Bauer. Hélas, il a été victime d'un taux trop élevé de radiations à Panorama City ; il lui reste une journée à vivre. Il reçoit son fils et discute un peu avec lui, puis le quitte en larmes. Il est contraint de laisser sa place de directeur de la Cellule à Tony Almeida au bout d'un certain temps. Il meurt en héros en s'écrasant dans le désert de Mojave avec un avion qui contient la bombe nucléaire. Celle-ci explose sous les yeux de Jack Bauer et de David Palmer qui voient un ami s'éteindre.

### Causes des radiations
Alors qu'il tente de fuir Los Angeles pour échapper à la bombe nucléaire, Mason est prévenu par Tony qu'un commissaire de police a découvert un hangar suspect à Panorama City. Il s'y rend. Arrivé là-bas, le commissaire a quitté les lieux mais a laissé trois de ses hommes à la disposition de Mason. Quand ils entrent dans le hangar, ils trouvent une sorte de cabane où des manipulations pour créer une bombe nucléaire ont été faites. Mason s'approche de la cabane mais un homme armé ouvre le feu sur les policiers et lui. Une vitre du cabanon est brisée par les balles et un gaz vert en ressort. Le tireur est abattu mais Mason est exposé aux radiations et ordonne un périmètre de sécurité. Les services de décontamination arrivent ainsi que le commissaire de police. On confisque les vêtements ou objets ayant été susceptibles d'être en contact avec le gaz. Mais ce n'est pas suffisant car un médecin annonce à Mason qu'il a inhalé une trop forte dose de plutonium. Il lui reste une journée à vivre. Durant le reste des épisodes, Mason est victime des symptômes suivants :
- Forte toux.
- Saignements au nez.
- Saignements à la bouche.
- Nausées.
- Graves lésions aux bras.
- Pertes des cheveux accélérée.
- Évanouissements.